# Enfermedad inmunológica
Una enfermedad inmunológica es un trastorno causado por mecanismos del sistema inmunitario anormales o ausentes, sean humorales, celulares, o ambos. Esta puede ser inmunodeficiencia, hipersensibilidad o autoinmunitaria.

## Características
Estos trastornos pueden caracterizarse de diferentes maneras:
- por el/los componente(s) del sistema inmunitario afectado;
- por si el sistema inmunitario es excesivo o deficiente;
- por si la condición es congénita o adquirida

De acuerdo con la Unión Internacional de Sociedades de Inmunología, más de 150 enfermedades de inmunodeficiencia primaria (PID) se han caracterizado. Sin embargo, el número de inmunodeficiencias adquiridas excede el número de PIDs.
Se ha sugerido que la mayoría de la gente tiene por lo menos una inmunodeficiencia primaria. Debido a las respuestas en el sistema inmunitario, sin embargo, muchos de ellas nunca son detectadas.

## Lista de algunos trastornos autoinmunes
- Lupus
- COVID-19
- Esclerodermia
- Ciertos tipos de anemia hemolítica
- Vasculitis
- Diabetes mellitus tipo 1
- Enfermedad celíaca[6]
- Enfermedad de Graves
- Artritis reumatoide
- Esclerosis múltiple
- Síndrome de Goodpasture
- Anemia perniciosa
- Algunos tipos de miopatía
- Psoriasis

## Inmunodeficiencias
Enfermedades de inmunodeficiencia primaria son  causados por mutaciones genéticas heredadas. Inmunodeficiencias secundarias o adquiridas son causadas por algo que está fuera del cuerpo, como un virus o fármacos inmunosupresores.
Enfermedades inmunes primarias están en riesgo de una mayor susceptibilidad, a menudo recurrentes, infecciones del oído, neumonía, bronquitis, sinusitis o infecciones de la piel. Pacientes inmunodeficientes pueden desarrollar, con menos frecuencia, abscesos de sus órganos internos, problemas autoinmunes o reumatológicas y gastrointestinales.
Inmunodeficiencias primarias
- Inmunodeficiencia combinada severa (SCID)
- Síndrome de cornelio
- Síndrome de hiper-IgE (también conocido como síndrome de Job).
- Inmunodeficiencia común variable (IDVC): las células B tienen niveles normales de la circulación, pero con disminución de la producción de IgG a lo largo de los años, por lo que es el trastorno de inmunodeficiencia primaria que se presenta sólo en la aparición de los años de adolescencia.
- Enfermedad granulomatosa crónica (CGD): una deficiencia en la enzima NADPH oxidasa, la que hace falta para generar radicales de oxígeno. La infección clásica recurrente de catalasa positivos, bacterias y hongos.
- Síndrome de Wiskott-Aldrich (WAS)
- Síndrome linfoproliferativo autoinmune (ALPS)
- Síndrome de hiper-IgM : trastorno ligado al cromosoma X que causa una deficiencia en la producción de ligando CD40 en células T activadas. Esto aumenta la producción y liberación de IgM en circulación. El número de células B y células T están dentro de límites normales. Existe un aumento de la susceptibilidad a bacterias extracelulares e infecciones oportunistas.
- Deficiencia de adhesión leucocitaria (LAD)
- NF-kB esenciales modificador (NEMO) Las mutaciones
- Deficiencia inmunoglobulina selectiva: el defecto más común de la inmunidad humoral, caracterizada por una deficiencia de IgA. Produce infecciones de repetición sino-pulmonares y gastrointestinales.
- Agammaglobulinemia ligada al cromosoma X, también llamada XLA o hipogammaglobulinemia de Bruton. Se caracteriza por una deficiencia en la enzima TKB tirosina cinasa de Bruton que bloquea la maduración de células B en la médula ósea. Sin las células B no se producen inmunoglobulinas. Tiende a tener una inmunidad mediada por células normal.
- Enfermedad linfoproliferativa ligada a X (XLP)
- Ataxia-telangiectasia

Inmunodeficiencias secundarias
- SIDA

## Alergias
Una alergia es una reacción inmunológica anormal a un antígeno inofensivo. Surgen cuando el sistema inmunitario reacciona exageradamente a unos antígenos específicos.
Varias sustancias llamadas “alérgenos” pueden provocar esa respuesta. Los más comunes son los ácaros del polvo y el polen. Los alérgenos pueden hacer su efecto cuando se inspiran, ingieren o absorben por el contacto a la piel. Cuando el cuerpo encuentra un alérgeno por primera vez se sensibiliza al volver a encontrarlo el sistema inmunitario reacciona exageradamente produciendo una alergia.
Las alergias pueden causar diferentes afecciones y son mortales. También son las más difíciles de curar ya que son virus que son inmunes a las drogas.
- Alergia estacional
- Mastocitosis
- Alergia perenne
- Anafilaxia
- Alergia a los alimentos
- Rinitis alérgica[9]
- Dermatitis atópica